# Akcja Romeo
Akcja Romeo – nazwa prowadzonej na szeroką skalę przez wywiad NRD Hauptverwaltung Aufklärung (część tzw. Stasi) akcji polegającej na uwodzeniu samotnych kobiet, zatrudnionych w instytucjach państwowych Niemiec Zachodnich, pozostających ze względu na swoją wiedzę bądź dostęp do dokumentów w obszarze zainteresowania wschodnioniemieckiego wywiadu.

## Werbunek
Wyznaczony funkcjonariusz wywiadu NRD, tzw. „Romeo”, uwodził początkującą sekretarkę i stopniowo zdobywając jej zaufanie umiejętnie kierował jej karierą, zabiegając by starała się o pracę w wytypowanych, interesujących wywiad NRD urzędach. Związek trwał nieraz latami. Niczego nie podejrzewająca kobieta zwykle systematycznie awansowała, zyskując zaufanie szefów i dostęp do tajemnic służbowych, państwowych, które następnie przekazywała „kochankowi”.
Funkcjonariuszom wschodnioniemieckiego wywiadu dzięki prowadzonej przez dziesięciolecia „Akcji Romeo” udawało się dotrzeć do najtajniejszych sekretów państwowych RFN.